# کوین گراب
کوین گراب (انگلیسی: Kevin Grob؛ زادهٔ ۲۴ ژوئن ۱۹۹۲) بازیکن فوتبال اهل آلمان است.
از باشگاه‌هایی که در آن بازی کرده‌است می‌توان به باشگاه فوتبال کارل زایس ینا اشاره کرد.